# Solos 〜ひとりひとりの回想録〜
『Solos ～ひとりひとりの回想録～』（ソロズ ～ひとりひとりのかいころく～、原題：Solos）は、デヴィッド・ワイルが企画し、Amazon Studiosが制作したアメリカ合衆国のドラマアンソロジーテレビミニシリーズ。

## キャスト
| 登場話 | 役名              | 俳優                  | 日本語吹替 |
| ------ | ----------------- | --------------------- | ---------- |
| 1      | トム / エドワード | アンソニー・マッキー  | 福田賢二   |
| 1      | ベネット          |                       | 角田寛     |
| 2      | ペグ              | ヘレン・ミレン        | 沢田敏子   |
| 2      | ティム            | ダン・スティーヴンス  | 森川智之   |
| 3      | ジェニー          | コンスタンス・ウー    | 樋口あかり |
| 4      | サーシャ          | ウゾ・アドゥバ        | 斉藤貴美子 |
| 4      | ゼン              | ジャック・クエイド    | 近藤隆     |
| 4      | ニア              | サナ・レイサン        | 池田朋子   |
| 5      | リア              | アン・ハサウェイ      | 甲斐田裕子 |
| 5      | レイチェル        | ハンナ・ダン          | 斎藤綾     |
| 5      | デビー            | ニコール・ベハリー    | 野路ももこ |
| 6      | ネラ              | ニコール・ベハーリー  | 木下紗華   |
| 6      | 6歳のジェイコブ   | パーシー・ダッグス4世 | 三瓶由布子 |
| 6      | 11歳のジェイコブ  | アンドレ・ロビンソン  | 田村睦心   |
| 7      | スチュアート      | モーガン・フリーマン  | 池田勝     |
| 7      | オットー          | ダン・スティーヴンス  | 森川智之   |
| 7      | 電子音声          |                       | 菊池通武   |

日本語吹替版
制作：プロセンスタジオ株式会社、翻訳：金澤壮子、演出：乃坂守蔵

## リリース
このシリーズは、2021年5月21日にAmazonプライムビデオでイギリス、アメリカ、オーストラリア、カナダ、アイルランド、インド、ニュージーランドで初公開された。他の地域でも同年の下半期に初公開された。